# Gari (groupe)
Pour les articles homonymes, voir Gari (homonymie).
Gari est un groupe de rock électronique japonais créé en 1997 et formé de Yutaka Dokko (guitariste), Naoki Fujimoto (bassiste), Kei Kusakabe (batteur) et Yôichirô, ou YOW-ROW, (chant) qui rejoindra le groupe initialement instrumental peu de temps après sa création.
Le groupe perce en France tout d'abord avec plusieurs concerts, notamment à Japan Expo, et grâce à la diffusion de leurs clips sur la chaîne Nolife.
Le groupe est édité en France par Soundlicious.

## Formation
- Yow-Row : chant, programmation
- Yutaka Dokko : guitare
- Naoki Fujimoto : basse
- Kei Kusakabe : batterie

## Discographie

### Albums
- 2005 : E・go・is・tick
- 2006 : Masked
- 2010 : Colorful Talk
- 2011 : Harmonik/Electrik

### Mini-albums
- 2000 : Flight Recorder
- 2006 : Neo Radio Station
- 2009 : Tokyo Soldier

### Albums remix
- 2005 : Al・tru・is・tick

### Singles
- 2000 : Brainshooter